# Obiszów
Obiszów – wieś w Polsce położona w województwie dolnośląskim, w powiecie polkowickim, w gminie Grębocice.

## Położenie
Wieś leży 4,3 km na południowy zachód od Grębocic, 9 km na północny wschód od Polkowic, 9,3 km na południe od Głogowa.

### Podział administracyjny
W latach 1975–1998 miejscowość administracyjnie należała do województwa legnickiego.

### Części wsi
Według PRNG na terenie sołectwa leżą trzy miejscowości – Obiszów (niem. Gross Obisch, wieś), Obiszówek (niem. Klein Obisch, osada) oraz Obisz (leśniczówka).

## Środowisko naturalne
Wieś znajduje się w obrębie mikroregionu Grzbiet Dalkowski, wchodzącego w skład mezoregionu Wzgórza Dalkowskie.

### Wody
Obszar wsi leży w zlewni dwóch strumieni: Brusiny, lewego dopływu Rudny – ok. 624,04 ha (ok. 75,13% całej powierzchni) oraz Stobnej, lewego dopływu Moskorzynki – 206,55 ha (ok. 24,87%).
Brusina przepływa przez miejscowości wchodzące w skład sołectwa, Stobna płynie granicą z obrębem Moskorzyn.

### Przyroda
Na terenie obrębu Obiszów jest stanowisko śniedka baldaszkowatego (Ornithogalum umbellatum) – rośliny objętej ścisłą ochroną. Znajduje się tu również 16 stanowisk nocka dużego (Myotis myotis), jedno nocka Bechsteina (Myotis bechsteinii) oraz jedno pachnicy dębowej (Osmoderma eremita) – zwierząt objętych ścisłą ochroną.
Na terenie miejscowości znajduje się Rezerwat Przyrody Uroczysko Obiszów.

## Historia

### Prehistoria
Człowiek bytuje na terenie wsi co najmniej od okresu średniego (mezolitu) epoki kamienia. Znajdują się tu stanowiska archeologiczne kultur łużyckiej, pomorskiej i przeworskiej.

### Średniowiecze
Ok. V-VI w., przybyło tu słowiańskie plemię Dziadoszan.
Znajdował tu się okręg grodowy (opole). Z okresu wczesnego średniowiecza pochodzą 4 grodziska, 2 ślady osadnictwa, 7 osad i 2 cmentarzyska.
Z X w. pochodzi odkryty podczas badań z 1984 i 1986 r. skarb z Obiszowa, przechowywany w Muzeum Archeologiczno-Historycznym w Głogowie.
Ok. 985-990 r., pod koniec swego panowania Mieszko I przyłączył Śląsk, wraz z ziemią Dziadoszan, do nowo powstającego państwa polskiego. Grody plemienne zaczęły ustępować wówczas centralnemu grodowi administracji państwowej wybudowanemu w Głogowie.
Pierwsza pisemna wzmianka o miejscowości pochodzi z bulli papieża Innocentego IV z 9 sierpnia 1245 r. Dokument wśród włości diecezji wrocławskiej wymienia Obiszów jako „Obiscuo”.
Dokument księcia Konrada I głogowskiego z 13 grudnia 1253 r. wspomina, że diecezja wrocławska posiada kilka łanów w miejscowości „Obisovo”, w której mieszkają jej poddani od dawnych czasów.
30 lipca 1298 r. Mikołaj z „Obessow” przekazał księciu Henrykowi III głogowskiemu swoją wieś „Obessow”. W zamian wraz ze swoim szwagrem „Sdislaus” otrzymali wieś „Kagenscino” (Kajęcin, część Góry).
W dokumencie z 6 października 1338 roku został wymieniony Mikołaj z „Obyschow”.

### Nazwa
Według niemieckiego językoznawcy Heinricha Adamy’ego nazwa miejscowości pochodzi od słowiańskiego słowa „objazd”. Jako pierwotną nazwę miejscowości wymienia on nazwę w formie „Obiazda”, podając jej znaczenie – „Umschrittener Berzirk”, czyli po polsku „Dystrykt, obwód przekraczania dookoła”.
Według Słownika etymologicznego nazw geograficznych Śląska, jest to nazwa dzierżawcza od imienia Obisz, będącym zdrobnieniem od imienia Objęsław, pierwotnie z dodaniem końcówki -owo – Obisz-owo, zaś następnie -ów – Obisz-ów.
Historyczne warianty nazwy wsi:
- 1245 – Obiscuo;
- 1253 – Obisovo;
- 1298 – Obessow;
- 1338 – Obyschow.

## Infrastruktura
W osadzie Obiszówek działa Ochotnicza Straż Pożarna nie włączona do KSRG.

## Transport
Przez wieś przebiegają dwie drogi powiatowe klasy Z:
- nr 1013D – z Jerzmanowej, przez Obisz, Obiszów, kończąca się na skrzyżowaniu z drogą powiatową nr 1128D w osadzie Obiszówek.
- nr 1128D – ze Świnina, przez Dużą Wólkę, krzyżująca się z drogą powiatową nr 1012D w Obiszówku, następnie kierująca się przez Kwielice, Ogorzelec i Turów do Szczyglic.

Znajdują się tu dwa przystanki autobusowe:
- Obiszów I – przy pałacu w Obiszówku, z wiatą;
- Obiszów II – przy posesji nr 25, z wiatą i zatokami autobusowymi.

## Architektura

### Układ ruralistyczny
Obiszów jest ulicówką. Układ ruralistyczny wsi jest ujęty w gminnej ewidencji zabytków.

### Zabytki
| Adres | Obiekt            | Miejscowość | Datowanie     | Nr rejestru  | Data wpisu do rejestru zabytków |
| ----- | ----------------- | ----------- | ------------- | ------------ | ------------------------------- |
| nr 41 | pałac             | Obiszówek   | 3 ćw. XIX w.  | A/3193/712/L | 26.06.1986 r.                   |
|       | park krajobrazowy | Obiszówek   | 1 poł. XIX w. | A/3194/579/L | 02.05.1980 r.                   |

| Nr stanowiska | Nr obszaru AZP | Obiekt               | Datowanie                                | Nr rejestru           | Data wpisu    |
| ------------- | -------------- | -------------------- | ---------------------------------------- | --------------------- | ------------- |
| 5/1           | 69-20          | punkt osadniczy      | epoka kamienia, okres środkowy (mezolit) | KZA-1-V-168/68 223/85 | 01.12.1968 r. |
| 2/5           | 70-20          | grodzisko            | wczesne średniowiecze                    | KZA-1-V-108/68 192/85 | 01.12.1968 r. |
| 3/1           | 70-20          | grodzisko            | wczesne średniowiecze                    | KZA-1-V-101/68 185/85 | 01.12.1968 r. |
| 4/4           | 70-20          | osada                | wczesne średniowiecze                    | KZA-1-V-153/68 215/85 | 01.12.1968 r. |
| 6/2           | 70-20          | grodzisko            | wczesne średniowiecze                    | KZA-1-V-129/68 207/85 | 01.12.1968 r. |
| 7/3           | 70-20          | osada i cmentarzysko | wczesne średniowiecze                    | KZA-1-V-102/68 186/85 | 01.12.1968 r. |

| Adres            | Obiekt/obszar                                                                   | Miejscowość |
| ---------------- | ------------------------------------------------------------------------------- | ----------- |
|                  | układ ruralistyczny                                                             |             |
|                  | budynek gospodarczy – magazyn w zespole pałacowo-folwarcznym                    | Obiszówek   |
|                  | obora I w zespole pałacowo-folwarcznym                                          | Obiszówek   |
|                  | obora II w zespole pałacowo-folwarcznym                                         | Obiszówek   |
|                  | park krajobrazowy przy zespole pałacowo-folwarcznym                             | Obiszówek   |
|                  | stajnia, obecnie magazyn, w zespole pałacowo-folwarcznym                        | Obiszówek   |
|                  | stodoła w zespole pałacowo-folwarcznym                                          | Obiszówek   |
|                  | wozownia w zespole pałacowo-folwarcznym                                         | Obiszówek   |
| nr 2             | budynek mieszkalny                                                              | Obiszówek   |
| nr 3             | budynek mieszkalny                                                              | Obiszówek   |
| nr 14            | karczma, obecnie budynek mieszkalny i sklep                                     | Obiszówek   |
| nr 19            | budynek mieszkalny                                                              | Obiszów     |
| nr 23            | budynek mieszkalno-gospodarczy                                                  | Obiszów     |
| nr 26            | budynek mieszkalny                                                              | Obiszów     |
| nr 31            | budynek mieszkalny                                                              | Obiszów     |
| do posesji nr 32 | budynek gospodarczy – stodoła                                                   | Obisz       |
| nr 34            | budynek mieszkalny                                                              | Obiszów     |
| nr 38            | budynek mieszkalny – czworak w zespole pałacowo-folwarcznym                     | Obiszówek   |
| nr 39            | budynek mieszkalny – czworak w zespole pałacowo-folwarcznym                     | Obiszówek   |
| nr 40            | oficyna I w zespole pałacowo-folwarcznym                                        | Obiszówek   |
| nr 41            | pałac w zespole pałacowo-folwarcznym                                            | Obiszówek   |
| nr 43            | oficyna II w zespole pałacowo-folwarcznym                                       | Obiszówek   |
| nr 44            | oficyna III w zespole pałacowo-folwarcznym                                      | Obiszówek   |
| nr 45            | dom rządcy, obecnie budynek mieszkalny w zespole pałacowo-folwarcznym           | Obiszówek   |
|                  | kaplica cmentarna ewangelicka, obecnie kościół filialny pw. Świętego Kazimierza | Obiszów     |
| wokół kościoła   | cmentarz, obecnie teren pocmentarny                                             | Obiszów     |

| Nr stanowiska | Nr obszaru AZP | Funkcja obiektu        | Datowanie                                                   | Kultura            |
| ------------- | -------------- | ---------------------- | ----------------------------------------------------------- | ------------------ |
| 1/1           | 70-19          | grodzisko              | wczesne średniowiecze                                       |                    |
| 2/5           | 70-20          | grodzisko              | wczesne średniowiecze                                       |                    |
| 3/1           | 70-20          | grodzisko              | wczesne średniowiecze                                       |                    |
| 3/1           | 70-20          | punkt osadniczy        | epoka kamienia, okres środkowy (mezolit)                    |                    |
| 3/1           | 70-20          | grodzisko              | wczesne średniowiecze                                       |                    |
| 4/4           | 70-20          | osada                  | wczesne średniowiecze                                       |                    |
| 4/4           | 70-20          | osada                  | pradzieje                                                   |                    |
| 4/4           | 70-20          | osada?                 | epoka brązu, okres późny (V)-epoka żelaza, okres halsztacki | kultura łużycka    |
| 5/1           | 69-20          | punkt osadniczy        | epoka kamienia, okres środkowy (mezolit)                    |                    |
| 6/2           | 70-20          | grodzisko              | wczesne średniowiecze                                       |                    |
| 6/2           | 70-20          | cmentarzysko całopalne | epoka brązu, okres późny (V)-epoka żelaza, okres halsztacki |                    |
| 7/3           | 70-20          | osada                  | wczesne średniowiecze                                       |                    |
| 7/3           | 70-20          | cmentarzysko           | wczesne średniowiecze                                       |                    |
| 8/18          | 70-20          | osada?                 | wczesne średniowiecze                                       |                    |
| 9/19          | 70-20          | ślad osadnictwa        | późne średniowiecze, XIII-XIV w.                            |                    |
| 9/19          | 70-20          | osada                  | wczesne średniowiecze, faza C                               |                    |
| 10/20         | 70-20          | osada                  | wczesne średniowiecze, VIII-IX/X w.                         |                    |
| 10/20         | 70-20          | ślad osadnictwa        | epoka kamienia                                              |                    |
| 11/21         | 70-20          | osada?                 | późne średniowiecze-nowożytność, XV-XVI w.                  |                    |
| 12/2          | 69-20          | cmentarzysko całopalne | epoka brązu, okres późny (V)-epoka żelaza, okres halsztacki |                    |
| 13/65         | 69-20          | ślad osadnictwa        | epoka żelaza, okres lateński                                | kultura pomorska   |
| 13/65         | 69-20          | osada                  | pradzieje                                                   |                    |
| 14/66         | 69-20          | osada                  | epoka żelaza, okres wpływów rzymskich                       |                    |
| 14/66         | 69-20          | osada                  | epoka kamienia, okres młodszy (neolit)                      |                    |
| 15/67         | 69-20          | osada                  | pradzieje                                                   |                    |
| 16/68         | 69-20          | osada                  |                                                             | kultura łużycka    |
| 17/69         | 69-20          | ślad osadnictwa        | wczesne średniowiecze                                       |                    |
| 17/69         | 69-20          | punkt osadniczy        | epoka żelaza, okres wpływów rzymskich                       |                    |
| 17/69         | 69-20          | punkt osadniczy        | pradzieje                                                   |                    |
| 17/69         | 69-20          | ślad osadnictwa        |                                                             | kultura łużycka    |
| 17/69         | 69-20          | punkt osadniczy        |                                                             | kultura przeworska |
| 17/69         | 69-20          | ślad osadnictwa        | późne średniowiecze-nowożytność                             |                    |
| 18/70         | 69-20          | osada                  | epoka kamienia, okres młodszy (neolit)                      |                    |
| 19/71         | 70-19          | osada                  | pradzieje                                                   |                    |
| 19/71         | 70-19          | osada                  | pradzieje                                                   |                    |
| 20/72         | 69-20          | osada                  | pradzieje                                                   |                    |
| 20/72         | 69-20          | osada                  | epoka żelaza, okres wpływów rzymskich                       |                    |
| 20/72         | 69-20          | ślad osadnictwa        | epoka kamienia, okres młodszy (neolit)                      |                    |
| 21/73         | 69-20          | osada                  |                                                             | kultura łużycka    |
| 22/74         | 69-20          | osada                  |                                                             | kultura łużycka    |
| 23/75         | 69-20          | ślad osadnictwa        | wczesne średniowiecze                                       |                    |
| 23/75         | 69-20          | ślad osadnictwa        |                                                             | kultura łużycka    |
| 24/76         | 69-20          | osada                  | pradzieje                                                   |                    |
| 25/77         | 69-20          | osada                  | późne średniowiecze                                         |                    |
| 25/77         | 69-20          | ślad osadnictwa        | pradzieje                                                   |                    |
| 26/78         | 69-20          | osada                  | pradzieje                                                   |                    |
| 26/78         | 69-20          | osada                  | epoka kamienia, okres młodszy (neolit)                      |                    |
| 27/79         | 69-20          | osada                  | pradzieje                                                   |                    |
| 28/80         | 69-20          | osada                  | późne średniowiecze                                         |                    |
| 28/80         | 69-20          | osada                  |                                                             | kultura łużycka    |
| 29/81         | 69-20          | ślad osadnictwa        | późne średniowiecze                                         |                    |
| 29/81         | 69-20          | ślad osadnictwa        | pradzieje                                                   |                    |
| 30/227        | 69-20          | cmentarzysko całopalne | epoka brązu, okres środkowy-młodszy (III-IV)                | kultura łużycka    |
| 31/228        | 69-20          | osada cmentarzysko     | wczesne średniowiecze                                       |                    |
| 32/229        | 69-20          | osada                  | wczesne średniowiecze                                       |                    |
| 33/88         | 70-20          | ślad osadnictwa        |                                                             | kultura przeworska |
| 33/88         | 70-20          | ślad osadnictwa        | późne średniowiecze                                         |                    |
| 34/89         | 70-20          | punkt osadniczy        |                                                             | kultura przeworska |
| 34/89         | 70-20          | ślad osadnictwa        | wczesne średniowiecze                                       |                    |
| 34/89         | 70-20          | ślad osadnictwa        | nowożytność                                                 |                    |

## Kultura
We wsi znajduje się świetlica wiejska. Funkcjonuje tu założone 21 lipca 2009 roku Koło Gospodyń Wiejskich.

## Oświata
Wieś należy do obwodu Szkoły Podstawowej im. Janusza Kusocińskiego w Grębocicach.

## Turystyka

### Szlaki turystyczne
Przez teren sołectwa przebiegają szlaki turystyczne (pogrubiono miejsca znajdujące się na jego terenie):
- – Żuków – północne zbocza Korniaka – zachodnie zbocza Dębicza – granica sołectwa – południowe zbocza Obiszowskiego Grodu – granica sołectwa – Kurów Mały
- Szlak „Polskiej Miedzi” – Bieńków – Duża Wólka – granica sołectwa – południowe zbocza Obiszowskiego Grodu – zachodnie zbocza Obiszowskiego Gródku – Rezerwat przyrody Uroczysko Obiszów – wschodnie zbocza Krąglaka – granica sołectwa – Kwielice
- – Jerzmanowa – granica sołectwa – Obisz – Obiszów – Obiszówek – granica sołectwa – Duża Wólka
- Szlak rowerowy „Wokół gminy Grębocice”– Golowice – granica sołectwa – Obisz – Obiszów – Obiszówek – granica sołectwa – Kwielice
- BIKE PARK Obiszów (rowerowy) – Obiszów – zachodnie zbocza Obiszowskiego Gródku – Rezerwat przyrody Uroczysko Obiszów – granica sołectwa – las pomiędzy Golowicami i Kurowem Małym – granica sołectwa – las w okolicach Obiszowskiego Gródku – granica sołectwa – stawy na Stobnej – granica sołectwa – dolina Stobnej – granica sołectwa – północne zbocza Korniaka – Dębicz – granica sołectwa – Obiszowski Gród – Obiszówek – Obiszów
- ścieżka przyrodnicza „Uroczysko Obiszów” – Obiszówek – zachodnie zbocza Obiszowskiego Gródku – Rezerwat przyrody Uroczysko Obiszów – droga w kierunku Jerzmanowej

## Religia
Rzymskokatoliccy mieszkańcy wsi należą do Parafii pw. Świętego Michała Archanioła w Kwielicach. Znajduje się tu kościół filialny pw. Świętego Kazimierza.

## Sport i rekreacja
W Obiszówku znajduje się boisko sportowe.
Poniżej grodziska na wzgórzu Obiszowski Gród znajduje się wiata widokowa z miejscem na biwak ze zrekonstruowaną osadą Dziadoszan.
Od 2016 roku cyklicznie odbywa się tu maraton MTB „Bike Maraton” po Bike Parku Obiszów.
Od 2017 roku corocznie ma tu miejsce bieg „Cross Baby Jagi” po części Bike Parku Obiszów.